# رود تامما
رود تامما (انگلیسی: Tamma) یک رودخانه در استان یاقوتستان کشور روسیه است.